# Play the Game (chanson)
Pour les articles homonymes, voir Play the Game.
Singles de Queen
Save Me
(1980) Another One Bites the Dust
(1980)
Play the Game est une chanson du groupe britannique Queen, sortie en single en 1980. Écrite par Freddie Mercury, elle est le 3e extrait de l'album The Game. Rompant avec une tradition qui durait depuis le début de leur carrière et qui stipulait dans les pochettes de chaque album qu'aucun synthétiseur n'avait été utilisé, Play the Game est la première chanson pour laquelle ils ont recours à cet instrument.

## Autour de la chanson
Freddie Mercury aurait écrit cette chanson après une rupture sentimentale, ce qui transparait bien dans les paroles. L'utilisation d'un synthétiseur, un Oberheim OB-X, a choqué plus d'un fan, mais ce changement de direction dans leur style de musique a fait gagner plus de fans à Queen qu'il n'en a fait perdre : l'album The Game, sorti un mois après le single, a cartonné un peu partout dans le monde.
La face B, A Human Body, est une chanson écrite par Roger Taylor et n'apparaît pas sur l'album The Game ; le single Play the Game est donc le seul support sur lequel on peut trouver cette chanson.

## Clip
Le clip de la chanson, réalisé par Brian Grant, a été tourné dans les studios Trillion à Londres. Le groupe interprète la chanson et quelques effets de lumières sont ajoutés : un écran bleu permet l'affichage d'un mur de flammes multicolores derrière la scène où se trouve le groupe.
Brian May ne se sert pas de sa traditionnelle Red Special, et ce afin d'éviter de l'endommager dans la scène où Freddie attrape sa guitare violemment avant de la lui rendre en la jetant. Il utilise ainsi une réplique de Fender Stratocaster.
Le clip, tout comme la pochette du single, a vivement fait réagir les fans à l'époque. C'était en effet la première fois qu'on pouvait voir Freddie Mercury arborer son nouveau look - cheveux coupés court et moustache. S'ensuivirent des milliers de lettres adressées au fan-club, accompagnées de rasoirs et demandant à Mercury d'abandonner ce look, ce qu'il ne fit pas bien sûr et qu'il garda pour les six années suivantes.
Dans ce clip, Mercury est également vêtu du T-Shirt de Flash Gordon, le même que porte l'acteur Sam J. Jones dans le film homonyme (blanc avec le nom Flash inscrit sur le plastron, un éclair dans le dos et les manches courtes aux bords rouges). En effet; le groupe en enregistrait la bande originale au moment de tourner le clip.

## Classements
| Classement (1980)                      | Meilleure place |
| -------------------------------------- | --------------- |
| Australie (Kent Music Report)          | 85              |
| Norvège (VG-lista)                     | 6               |
| Suisse (Schweizer Hitparade)           | 8               |
| Irlande (IRMA)                         | 9               |
| Belgique (Flandre Ultratop 50 Singles) | 25              |
| Royaume-Uni (UK Singles Chart)         | 14              |
| Italie (Musica e dischi)               | 12              |
| Pays-Bas (Single Top 100)              | 15              |
| Canada (RPM)                           | 19              |
| Allemagne (GfK Entertainment)          | 40              |
| France (IFOP)                          | 22              |
| États-Unis (Hot 100)                   | 42              |
| États-Unis (Cash Box)                  | 38              |

## Reprise
Jon Brion reprend la chanson sur l'album hommage Killer Queen: A Tribute to Queen (2005).

## Crédits
- Freddie Mercury : chant principal, chœurs, piano et synthétiseurs
- Brian May : guitare électrique, chœurs
- Roger Taylor : batterie, chœurs
- John Deacon : guitare basse